# 아그다슈구
아그다슈구(아제르바이잔어: Ağdaş rayonu)는 아제르바이잔 중부에 위치한 구로 행정 중심지는 아그다슈이며 면적은 1,050km2, 인구는 93,100명(2007년 기준)이다.